# Kourfaliya
Kourfaliya ou Kurfalija (en macédonien Курфалија) est un village de l'est de la Macédoine du Nord, situé dans la municipalité de Karbintsi. Le village comptait 43 habitants en 2002.

## Démographie
Lors du recensement de 2002, le village comptait :
- Turcs : 38
- Autres : 5